# سنابس
سنابس (به عربی: سنابس) یک منطقهٔ مسکونی در عربستان سعودی است که در استان شرقی (عربستان سعودی) واقع شده‌است. سنابس ۷٬۰۰۰ نفر جمعیت دارد.